# 学園戦隊ソルブラスト
『学園戦隊ソルブラスト』（がくえんせんたいソルブラスト）は、キャラバン・インタラクティブから1999年2月4日に発売されたPlayStation用ゲームソフト。パッケージのキャッチコピーは「ラブコメ、バトル、育成…なんでもありの高校最後の一年間!」。

## 登場人物
天王丸龍居
声 - 井上隆之
プレーヤーキャラ。
天王丸華月
声 - 藤田さゆり
海内敦也
声 - 野島健児
百合沢美織
声 - 前田愛
鳳火燐
声 - 桑島法子
清伊泉
声 - 杉浦智子
黄瀬京子
声 - 御崎朱美
花翠麗
声 - 吉田弥生
桜井智恵理
声 - 前田千亜紀
花田紀子
声 - 山本真奈美
楢橋深雪
声 - 山本真奈美
一ノ瀬一美
声 - 森上えり
二藤二美絵
声 - 小田美智子
桐生千鶴
声 - 小田美智子
三条三紀
声 - 小松里賀
四戸リョージ
声 - 高塚正也
鈴木教諭
声 - 高塚正也
五藤博士
声 - 渡辺和彦
司書
声 - 渡辺和彦
佐藤教諭
声 - 藤巻恵理子
草津結花
声 - 藤巻恵理子
綾小路貴子
声 - 杉浦智子